# 地方色彩
地域色彩是日治時期台灣美術的核心理念，也被稱為“地方色彩”、或“南國色彩”，始於1920年代前後開始勃發的美術運動，至1927年台灣美術展覽會成立後正式成為官展的主流。這個由日人主導的重要美術思潮，透過台灣美術展覽會制度的強大影響力，成為近代台灣美術發展的方向。

## 基本概念
1930年代，日本殖民台灣時期，在這種殖民美術背景下的台灣美術出現了“地方色彩”這一概念。“地方色彩”最直接的實踐是和本土、傳統、過去有關，態度上是積極的、肯定的、拙樸的，更重要的是真實的，如現代化的問題，其中甚至有著反本土的訴求。
地方色彩中含有的本土概念其實裡面是涵蓋著現代化的意義的，“殖民現代性”這一概念成為了“地方色彩”很重要的一部分，這其實也反映了在殖民主義下“自然台灣”怎樣去轉化成“文化台灣”的機制。

## 地方色彩的內涵
綜觀日治時期台灣美術“地方性色彩”內涵可具體劃分為以下三類，其一自然景象的「地方色彩」；其二人物形象的「地方色彩」；其三民俗風情的「地方色彩」。
自然景觀的「地方色彩」多是以風景以及花卉植物等，還有動物較為偏多，代表畫家如廖繼春《有椰子樹的風景》（1993，帝展第十二回入選）、黃土水《水牛群像》等。人物形象的「地方色彩」則是表明當時畫家也多採用人物形象作為描繪題材，藤島武二等畫家在台期間多以台灣原住名作為其描繪對象，在二十年代，不論是外籍畫家或是台灣畫家都是多以原住民作為題材發揮，原住民的形象似乎成了「台灣顯明的標誌」。民俗風情的「地方色彩」則是表現台灣本土的特色藝術，例如台灣本土的風俗民情、原住民的生活情形或是習俗，還有宗教節慶等等。

## 地域色彩對近代台灣的影響
“地域色彩”在日本殖民多年後由於現代化建設而有了重大改變，日治時期畫家在他們的作品中常呈現台灣社會變遷下的視覺藝術新貌，並且傳達出時代的意涵，此不僅日據時期“地域色彩”視覺風貌的延伸，實質上因畫家們更在意的是如何呈現台灣本地特色的意涵及時代精神，尤其從鄉土風情畫中可清楚地看到畫家們並不是在刻意表現台灣的自然景觀，更重要而積極的是在表現台灣自然環境的改變及台灣文化社會與環境的關係，將自然與文化融合成新的視覺美感。因此，回顧20世紀的台灣美術，“地域色彩”的觀念確實對台灣本土美術的現代化進程產生了很大的影響，前輩美術家孜孜屹硫的努力都是為了展現新時代的美術風貌。而如今，它己成為了一種新知識的追求與現代化的表現，代表著台灣美術未來的發展方向。